# Establishment

Grafiti anti-establishment en Marsella, Francia.

Establishment, también llamado grupo de poder, poder establecido, establecimiento, clase dominante o el sistema, es un grupo dominante visible o élite que ostenta el poder o la autoridad en una nación. El término se refiere a un cerrado grupo social que selecciona a sus propios miembros (opuesto a la selección por herencia, méritos o elecciones) y puede ser usado para describir estructuras específicas de élite arraigadas en algunas instituciones, pero su aplicación suele ser informal y es probablemente más utilizado por los medios de comunicación que por los académicos.
Se utiliza con mayor frecuencia en el Reino Unido, donde incluye a los dirigentes políticos, los altos funcionarios públicos, los financieros y los industriales más importantes, los directivos de la BBC y los miembros de la corte. El uso del término en este sentido fue acuñado por el periodista británico Henry Fairlie, que en septiembre de 1955, en la revista londinense The Spectator, definió a la red de personas prominentes y bien conectadas como The establishment, explicando:

Por establishment, no solo quiero definir los centros oficiales de poder —aunque ciertamente son parte de ello—, sino a toda la matriz de relaciones oficiales y sociales dentro de la cual se ejerce el poder. El ejercicio del poder en el Reino Unido (más específicamente, en Inglaterra) no puede entenderse a menos que se reconozca que este se ejerce socialmente.

La acepción fue recogida rápidamente por los periódicos y revistas de todo Londres volviendo famoso al periodista; sin embargo, Fairlie no fue el primero en utilizar the establishment con este significado, Ralph Waldo Emerson lo había hecho un siglo antes. El Oxford English Dictionary citaría la columna de Fairlie como un referente. 
Este uso de la palabra fue influenciado probablemente por el término británico iglesia establecida, que se usa para las iglesias oficiales en Gran Bretaña. Muy pronto el vocablo resultó poco útil en la discusión de las élites del poder de muchos países, aunque la palabra inglesa se utiliza como préstamo lingüístico en muchos idiomas. En la jerga de la sociología, el que no pertenece al poder establecido es un foráneo (outsider).

## Uso extendido
El término es utilizado a menudo por los disidentes para quejarse de un pequeño grupo que domina una gran organización. Por ejemplo, en 1968, los académicos radicales formaron el Movimiento de Liberación de la Sociología para repudiar la dirección excesivamente dominante de la Asociación Sociológica Estadounidense, a la que se referían como el «grupo de poder de la sociología estadounidense».
También es usado en el contexto de la política de Hong Kong, donde los partidos políticos, los grupos comunitarios, las cámaras de comercio, los sindicatos e individuos que cooperan y son leales con el Partido Comunista de China y el gobierno de Hong Kong posterior a 1997, son etiquetados (más a menudo autoetiquetados) como proélite. El término apareció por primera vez alrededor de 2005, para contrastar con el término campo prodemocracia y para desplazar otras etiquetas más comunes y despectivas. Asimismo, la etiqueta de oposición, otorgada al campo prodemocracia, es usada con connotaciones negativas en el idioma cantonés, hablado por la mayoría en este territorio, mientras que proélite es considerado generalmente como positivo, ya que utiliza los caracteres usados para constructivo y para sistemático y ordenado.